# (12047) Hideomitani
(12047) Hideomitani (1997 GX3) – planetoida z pasa głównego asteroid okrążająca Słońce w ciągu 5,18 lat w średniej odległości 2,99 j.a. Odkryta 3 kwietnia 1997 roku.